# Зозимо
Зо́зимо А́лвес Калазанс (порт. Zózimo Alves Calazans; 19 июня 1932, Салвадор, Баия — 17 июля 1977, Рио-де-Жанейро) — бразильский футболист, защитник. Играл за сборную Бразилии. Чемпион мира — 1958 и 1962 годов. Большую часть карьеры выступал за клуб «Бангу», из-за чего у него почти нет клубных наград. Зозимо Алвес Каласайнс погиб на 46-м году жизни в результате автокатастрофы. Брат — Жозе, также выступал за национальную команду.

## Биография
Зозимо с 16 лет стал выступать за «Сан-Кристован». В 1951 году перешёл в другую команду из Рио, «Бангу», за который выступал на протяжении 14 лет и где стал самым большим кумиром среди болельщиков.
С 1955 года Зозимо стал выступать за сборную Бразилии, в составе которой дважды становился чемпионом мира. Из 37 проведённых игр в 25 матчах «селесан» с Зозимо одерживала победы и проиграла лишь в пяти встречах.
Помимо двух титулов чемпиона мира, Зозимо выиграл со сборной также Кубок Бернардо О’Хиггинса в 1955 году, Кубок Атлантики в 1956 году и трижды — Кубок Освалдо Круза (в 1956, 1958 и 1962 годах).
На закате карьеры в 1965-1966 годах играл во Фламенго, Флуминенсе и Португезе. Завершил карьеру игрока в сальвадорской «Агиле».
Работал в качестве главного тренера в «Агиле», перуанском «Спорт Бойз» и «Депортиво Мунисипале». 13 октября 1977 года Зозимо погиб в автокатастрофе в возрасте 45 лет.

## Достижения
- Чемпион мира (1): 1958, 1962
- Кубок Бернардо О’Хиггинса (1): 1955
- Кубок Атлантики (1): 1956
- Кубок Освалдо Круза (3): 1956, 1958, 1962
- Турнир Рио-де-Жанейро: 1957